# Albert Schettkat
Albert Schettkat (* 2. August 1902 in Bartscheiten bei Neukirch, Ostpreußen; † 26. Februar 1945 im KZ Bergen-Belsen) war ein deutscher Politiker (KPD), Gewerkschafter  und Widerstandskämpfer gegen das NS-Regime. Er war Abgeordneter des Preußischen Landtages.

## Leben
Schettkat, Sohn einer Landarbeiterfamilie, war selbst als Landarbeiter in Rokaiten tätig. 1923 trat er in die Kommunistische Jugend Deutschlands ein und wurde im Juli 1924 Mitglied der Kommunistischen Partei Deutschlands (KPD). Schettkat übte zunächst ehrenamtliche Funktionen aus, so war zum Beispiel Literatur-Obmann bzw. Organisations- und Politischer Leiter der KPD-Ortsgruppe in Rokaiten. 1928 wurde er in die KPD-Bezirksleitung Ostpreußen berufen und im Juni 1929 auf dem XII. Parteitag in Berlin als Kandidat ins Zentralkomitee (ZK) der KPD gewählt. 
Schettkat wurde hauptamtlicher Funktionär der Revolutionären Gewerkschafts-Opposition für die Landarbeiterbewegung. 
Im November 1929 wurde er für den Kreis Niederung in den Provinziallandtag der Provinz Ostpreußen gewählt. Im August 1930 nahm er am V. Weltkongress der Roten Gewerkschafts-Internationale in Moskau teil. Von Juni bis August 1931 besuchte Schettkat einen Lehrgang an der Reichsparteischule „Rosa Luxemburg“ der KPD in Fichtenau bei Berlin. 1932 setzte ihn das ZK der KPD als Organisationsleiter des Bezirks Ostpreußen ein. Im April 1932 wurde er für den Wahlkreis 1 Ostpreußen in den Preußischen Landtag gewählt. 
Im Mai 1933 floh Schettkat in die Tschechoslowakei. Anfang 1935 kehrte er jedoch als Instrukteur des ZK illegal nach Berlin zurück. Am 18. Januar 1935 wurde er verhaftet und im Oktober 1935 zu fünf Jahren Zuchthaus verurteilt. Anschließend wurde Schettkat in die Konzentrationslager Börgermoor, Sachsenhausen und schließlich nach Bergen-Belsen verbracht. Dort ist Schettkat am 26. Februar 1945 ermordet worden.

## Ehrungen
- Nach ihm ist seit dem 31. Mai 1951 die Schettkatstraße (frühere Stolbergstraße) in Berlin-Rahnsdorf benannt.